# Sulpitius de Vrome
Sulpitius de Vrome, ook bekend als Sulpitius II van Bourges (Vatan, Frankische Rijk, rond 576 – Bourges, Frankische Rijk, 17 januari 647), was een Franse  bisschop en heilige die bekend stond om zijn rechtvaardigheid, nederigheid en toewijding aan de armen. Hij wordt herdacht in de Katholieke Kerk en Oosters-orthodoxe kerken op 17 januari.

## Leven
Sulpitius werd geboren in een adellijke familie in Gallië (het huidige Frankrijk) en ontving een uitstekende opleiding in theologie en de klassieke kunsten. Als jongeman koos hij voor een kerkelijk leven en werd diaken, later priester, en uiteindelijk aartsbisschop van Bourges rond het jaar 624. Zijn bijnaam "de Vrome" weerspiegelt zijn buitengewone toewijding aan God en zijn deugdzame leven.

## Bisschoppelijk ambt
Als aartsbisschop van Bourges was Sulpitius een voorbeeld van eenvoud en dienstbaarheid. Hij stond bekend om zijn rechtvaardigheid en zorg voor de armen. Hij gebruikte de rijkdom van het bisdom niet voor persoonlijk gewin, maar om de noodlijdenden te helpen. Onder zijn leiding werden veel kerken gebouwd of gerenoveerd, en hij werkte aan de verspreiding van het christelijke geloof in zijn bisdom.
Hij stond ook bekend om zijn vastberadenheid in het verdedigen van kerkelijke rechten en het handhaven van de kerkelijke discipline. Tijdens het Concilie van Clichy (626/627) speelde hij een belangrijke rol in het versterken van de samenwerking tussen de Kerk en het Frankische koninkrijk.

## Wonderen en heiligheid
Tijdens zijn leven werden verschillende wonderen aan Sulpitius toegeschreven. Volgens overleveringen genas hij zieken door gebed en zegening. Zijn nederigheid en goedheid maakten hem geliefd bij de mensen, die hem al tijdens zijn leven als een heilige beschouwden.

## Dood en verering
Sulpitius stierf op 17 januari 647 en werd begraven in Bourges. Zijn graf werd al snel een bedevaartsplaats, waar veel mensen kwamen om genezing en troost te zoeken. Zijn populariteit als heilige verspreidde zich door Frankrijk en daarbuiten.
In de loop van de geschiedenis werden verschillende kerken en plaatsen naar hem genoemd, waaronder de beroemde Église Saint-Sulpice in Parijs, die later een belangrijk centrum van spiritueel en cultureel leven werd.
- Gemeinsame Normdatei: 103105174
- Nationale Bibliotheek van Tsjechië: kup19980000096714
- Virtual International Authority File: 37320285
- WorldCat: E39PBJrgJT6qbcX6jbM9cCwcT3